# شهرستان تسوچن
شهرستان تسوچن (به تبتی: མཚོ་ཆེན་རྫོང་།، نویسه‌گردانی «ویلی»: mtsho chen rdzong، پین‌یین تبتی: Coqên Zong)(به چینی: 措勤县، به پین‌یین: Cuòqín Xiàn) یک شهرستان در چین است که در ولایت نگاری واقع شده‌است. شهرستان تسوچن ۱۱٬۴۹۵ نفر جمعیت دارد.